# Otto Baum
Otto Baum, nemški častnik Waffen-SS, * 15. november 1911, Hechingen-Stetten, Schwaben, † 1998, Nemčija.

## Življenjepis
Od 18. junija 1944 do 30. julija 1944 je bil poveljnik 17. SS-Panzer-Grenadier-Division »Gotz von Berlichingen«, od 28. julija do 24. oktobra 1944 2. SS-Panzer-Division »Das Reich« in od 1. novembra 1944 do maja 1945 16. SS-Panzer-Grenadier-Division »Reichsführer-SS«.
Maja 1945 je prišel v britansko vojno ujetništvo, v katerem je ostal do decembra 1948.

## Napredovanja
- SS-Anwärter (1. november 1933)
- SS-Mann (14. september 1934)
- SS-Junker (24. april 1935)
- SS-Standartenoberjunker (25. februar 1936)
- SS-Untersturmführer (20. april 1936)
- SS-Obersturmführer (12. september 1937)
- SS-Hauptsturmführer (9. november 1939)
- SS-Sturmbannführer (3. marec 1941)
- SS-Obersturmbannführer (9. november 1942)
- SS-Standartenführer (30. januar 1944)
- SS-Oberführer (17. september 1944)

## Odlikovanja
- 1939 železni križec II. razreda (25. september 1939)
- 1939 železni križec I. razreda (15. junij 1940)
- nemški križ v zlatu (26. december 1941)
- viteški križ železnega križa (8. maj 1942)
- viteški križ železnega križa s hrastovimi listi (277., 12. avgust 1943)
- viteški križ železnega križa s hrastovimi listi in meči (95., 2. september 1944)
- Infanterie-Sturmabzeichen v bronu (3. oktober 1940)
- Verwundetenabzeichen, 1939 v srebru (21. avgust 1943)
- Ostmedaille
- Reichssportabzeichen
- SA-Sportabzeichen
- Ehrendegen des RF-SS
- Totenkopfring der SS